# Okupacija u 26 slika
Okupacija u 26 slika é um filme de drama iugoslavo de 1978 dirigido por Lordan Zafranović. 
Foi selecionado como representante da Iugoslávia à edição do Oscar 1979, organizada pela Academia de Artes e Ciências Cinematográficas.

## Elenco
- Frano Lasić - Niko
- Milan Štrljić - Toni
- Tanja Poberžnik - Ane
- Boris Kralj - Baldo
- Ivan Klemenc - Miho
- Gordana Pavlov - Mara
- Stevo Žigon - Hubička
- Bert Sotlar - Stijepo
- Marija Kohn - Luce
- Karlo Bulić - Paško